# Santuario Inano
El santuario Inano (猪名野神社?) es un santuario sintoísta en Itami, en la prefectura de Hyōgo, Japón. Está clasificado como santuario de la prefectura en el sistema de clasificación shakaku. Ubicado en el extremo norte del castillo de Itami del período Sengoku, los terrenos del santuario están designados como un sitio histórico nacional como parte de los restos de la fortaleza de la ciudad.

## Historia

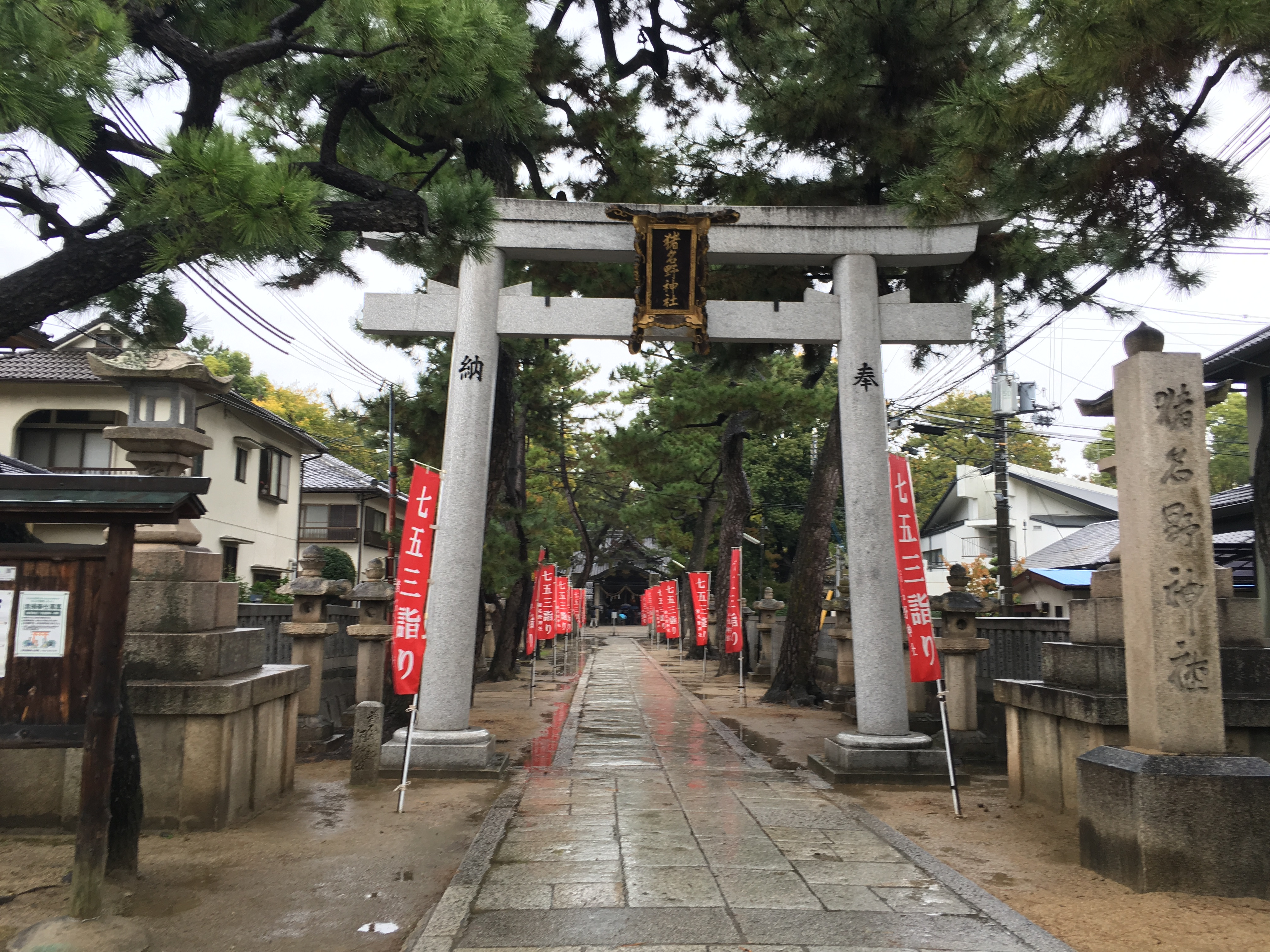
Puerta torii de entrada al santuario

El santuario fue construido entre el 645 y el 654. Según la leyenda, lo que se construyó en Inadera (actualmente en Amagasaki) durante la época del emperador Kotoku se trasladó a la ubicación actual en 904. En la antigüedad, el santuario fue llamado "Nomiya", "Tennomiya" y "Ushito Tennomiya ", entre otros.
Debido al shinbutsu bunri (separación del sintoísmo y el budismo) en 1869, los registros relacionados con Kannon-do, Jizo-do y el budismo se trasladaron a Kōngo-in, y el nombre del santuario se cambió de Nomiya a su nombre actual, Inano.
El santuario cuenta con 98 linternas de piedra donadas por fabricantes de sake y comerciantes. La más antigua se manufacturó en 1643. El pedestal del perro guardián (komainu) se construyó en 1768.